# Campeonato Alemán de Fútbol 1912
El Campeonato Alemán de Fútbol 1912 fue la 10.ª edición de dicho torneo. Participaron 8 equipos (7 campeones de las ligas regionales de fútbol del Imperio alemán y el defensor del título).

## Fase final

### Cuartos de final
| BuEV Danzig | 0 – 7 | BFC Viktoria 1889 |

| SpVgg Leipzig | 3 – 2 | ATV Liegnitz |

| FC Holstein Kiel | 2 – 1 | BFC Preussen |

| Cölner BC 01 | 1 – 8 | Karlsruher FV |

### Semifinales
| BFC Viktoria 1889 | 1 – 2 t.s. | FV Holstein Kiel |

| Karlsruher FV | 3 – 1 | SpVgg Leipzig |

### Final
| FV Holstein Kiel | 1 – 0 | Karlsruher FV |

|                                  |
| Campeón Holstein Kiel 1.o título |